# Zostań
Zostań – piosenka promująca trzeci studyjny album Kasi Cerekwickiej Pokój 203. Po raz pierwszy została publicznie wykonana podczas koncertu Hity Na Czasie w dniu 2 września 2007 w Zabrzu.

## Notowania
| Lista                   | Pozycja |
| ----------------------- | ------- |
| POPLista RMF FM         | 2       |
| Gorąca 20. - Radio Eska | 4       |
| MTV Maxxx Hits          |         |
| VIVA Chart Surfer       |         |